# Ристрето
Ристрето (італ. ristretto — кул. «густий, міцний; наваристий»), також іноді корто (corto), шранк (shrunk), літерелі (literally) або шот (shot) — міцний кавовий напій, порція якого менша за об’ємом, ніж еспресо. Як правило, для приготування такого напою потрібно 7 г кави на 15—20 мл води.
До ристрето традиційно подають склянку холодної питної води. Такий своєрідний ритуал має дві мети: по-перше, це запобігає зневодненню організму. По-друге, вода допомагає очищати смакові рецептори, завдяки чому кожен новий ковток сприймається як перший.
Поширена помилкова думка, що в чашці ристрето міститься дуже велика доза кофеїну, але насправді це не більше ніж міф. Насправді протягом перших 15 секунд екстракції кави в ристрето потрапляють кавові ефірні олії, які й утворюють настільки яскравий смак і аромат кави, в той час як безпосередньо кофеїн активно виділяється набагато пізніше. Фактично, у звичайній чашці ристрето кількісний вміст кофеїну нижче, ніж в порції еспресо.
Так само, як і еспресо, ристрето в домашніх умовах можна приготувати лише за наявності еспресо-машини. Ристрето часто використовують замість еспресо як основу для інших кавових напоїв (капучино, лате тощо).